# Потресов, Александр Сергеевич
Алекса́ндр Серге́евич По́тресов (1902 — 1972) — известный советский фотограф, художник, писатель и путешественник. Старший инструктор по туризму.

## Биография
Александр Потресов родился в Москве, в семье Сергея Викторовича Потресова (1870—1953) — журналиста, театрального и литературного критика, официального обозревателя Московского Художественного театра, известного под псевдонимом Сергей Яблоновский. Младший брат — Владимир Сергеевич Потресов (1910—2002), репрессированный в 1937 году и осуждённый на 8 лет лагерей, которые он отбывал на Колыме.
В 1913, в год 300-летия Дома Романовых, отец подарил Александру его первый фотоаппарат. С этого момента А. Потресов, с самого детства живший в самом центре Москвы, в районе Арбата, практически не расставался с камерой.
В 1930-е он много экспериментировал, в частности, пытаясь создать стереоскопическую фотографию. Во время Великой Отечественной войны фототехника была конфискована, однако Потресов из отдельных деталей собрал аппарат; в семейном архиве сохранились его снимки 1941—1945 годов.
Расцвет творчества А. С. Потресова как фотографа произошел уже в послевоенные годы. Им созданы большие галереи фоторабот об архитектурных шедеврах Москвы, Ленинграда, Пскова, Новгорода, Владимира, Суздаля, Ростова. Многие его фотографии запечатлели храмы, монастыри, часовни, исторические сооружения, которые были затем уничтожены в результате борьбы с религией в 1950-е годы.
В путешествиях А. Потресов много снимал русскую природу, жанровые сцены туристского быта, пейзажи, жизнь людей.
Отдельными увлечениями были парашютный и водный спорт, поэтому в творчестве присутствуют авиационные сюжеты, парусные гонки, преодоление порогов на байдарках. Экслибрисы для книг из личной библиотеки А. С. Потресова, изготовленные художником В. Н. Вакидиным (1911—1991), изображают человека с крыльями, летящего над земными просторами.

### Выставки и премии
- Впервые премию за фотографию «Жемчуг осени» Потресов получил в 1958 на престижном конкурсе, регулярно проводимом фотосекцией ГУМа.
- В 1963 состоялась первая персональная выставка, посвящённая 50-летию творческой деятельности.

### Общественная работа
А. Потресов возглавлял секцию пейзажа в Московском фотоклубе, где состоял с его основания, был членом жюри выставок, участвовал в работе кинофотосекции Московского клуба туристов. Неоднократно награждался дипломами за лучшие работы.

### Экспедиционная работа
С 1956 года вместе с военным историком Георгием Николаевичем Караевым (1891—1984) А. Потресов участвовал в организованной на общественных началах археологической экспедиции Академии наук СССР по уточнению места Ледового побоища 1242 года. Основной объём работ пришёлся на 1959—1960 и 1962 годы.
Являясь старшим инструктором по туризму, А. Потресов руководил отрядами школьников 544-й и 46-й московских школ, принявших участие в работе экспедиции.
В 1967 экспедиционная работа была продолжена уже по материалам истории и географии Невской битвы 1240 года.
По результатам этих исследований были написаны две книги: «Загадка Чудского озера» (1966, 1976) и «Путём Александра Невского» (1970), получившие большую известность среди читателей, особенно молодёжи. Книги были иллюстрированы авторскими фотографиями. Оформила книги также участница экспедиции, известная художница Тамара Мироновна Рейн (1915—2000).

### Уничтожение Арбата
С самого детства Потресов жил в окрестностях Арбата. Он прекрасно знал этот значительный культурно-исторический район центра Москвы от переулка Сивцев Вражек до Никитской улицы в пределах нынешнего Садового кольца, сохранявший свой неповторимый стиль до 1960-х.
Во время начавшегося разрушения заповедного уголка Москвы фотограф жил в доме № 20 на Большой Молчановке (снесён в 1970). А. Потресов стал невольным свидетелем драматических событий вторжения в историческую планировку города, но ему удалось сохранить для потомков в фотографиях полностью уничтоженные в дальнейшем Собачью площадку, Кречетниковский и Дурновский переулки, многие строения, представлявшие большую историческую ценность, их архитектурные фрагменты.
Когда начался снос зданий и строительство Нового Арбата, А. Потресов в течение ряда лет создавал уникальный, полный драматизма репортаж грандиозной по тем годам эпопеи, отсняв буквально все её этапы.

## Книги
- Потресов А. С., Улицкий М. Б. Путешествие по воде: Как организовать и провести водный поход юных туристов / Отв. ред. М. П. Яньковская; Худ. Т. Рейн; Центр. детская экскурсионно-туристическая станция Министерства просвещения РСФСР. — М.: ЦДЭТС МП РСФСР, тип. изд-ва «Московский большевик», 1948(1949). — 80 с. — 10 000 экз.
- Потресов А. С. Разборная туристская байдарка // Самодельные лодки / Авт.: М. И. Лучник, Н. М. Прядилов, А. С. Потресов. — М.: Физкультура и спорт, 1959. — 80 с. — 25 000 экз.
- Караев Г. Н., Потресов А. С. Загадка Чудского озера / Оформл. худож. Т. Рейн. — М.: Молодая гвардия, 1966. — 256, [32] с. — (Ровесник). — 65 000 экз.
- Потресов А. С. Спутник юного туриста / Худож. Т. М. Рейн. — М.: Физкультура и спорт, 1967. — 256 с. — 50 000 экз.
- Караев Г. Н., Потресов А. С. Путём Александра Невского: (К 750-летию со дня рождения Александра Невского) / Послесл. С. Голицына; Худож. Т. Рейн. — М.: Молодая гвардия, 1970. — 160, [32] с. — 65 000 экз.
- Караев Г. Н., Потресов А. С. Загадка Чудского озера / Худож. Т. Рейн; Фотографии авторов книги. — 2-е изд. — М.: Молодая гвардия, 1976. — 240, [32] с. — 100 000 экз.
- Голицын С. М. Сказания о белых камнях / Худож. В. Перцов; Фотогр. А. С. Потресова, П. П. Соколова, Г. Б. Шлионского. — 3-е изд. — Ярославль: Верх.-Волж. кн. изд-во, 1987. — 224, [80] с. — 50 000 экз.

## Избранные статьи
- Потресов А. С. Пещерный туризм // Спутник туриста / Под общ. ред. Б. Б. Котельникова. — М.: Физкультура и спорт, 1940. — С. 291-298. — 640 с. — 8000 экз.
- Потресов А. По древнему водному пути (Селигер — Новгород) // Туристские тропы: альманах. Кн. 1. — М.: Физкультура и спорт, 1958. — С. 119—130. — 258 с. — 20 000 экз.
- Потресов А. Как путешествовать по пещерам // Туристские тропы: альманах. Кн. 3. — М.: Физкультура и спорт, 1960. — С. 211—214. — 256 с. — 20 000 экз.
- Потресов А. Лодка… из бумаги // Юный техник. 1960. № 6. С. 15-16.
- Потресов А. Костровые приспособления // Туристские тропы: альманах. Кн. 5. — М.: Физкультура и спорт, 1961. — С. 236. — 272 с. — 25 000 экз.
- Потресов А. Разговор по душам // Туристские тропы: альманах. Кн. 6. — М.: Физкультура и спорт, 1962. — С. 135-137. — 248 с. — 20 000 экз.
- Потресов А. Разборная туристская байдарка // Юный техник. 1963. № 6. С. 60-65.
- Потресов А. С., Шолохова Е. В. Древние водные пути новгородцев // Ледовое побоище 1242 г.: Труды комплексной экспедиции по уточнению места Ледового побоища / Отв. ред. Г. Н. Караев; Институт археологии АН СССР. — М.; Л.: Наука. Ленингр. отд-ние, 1966. — 256 с. — 5200 экз. (Окончание статьи)

## Фотонаследие
Фотографии А. Потресова включены в фотоальбомы «Память России», «Памятники архитектуры Кавказа», «Псков» и многие другие. В качестве иллюстраций они вошли в книги, печатались в журналах «Пионер», «Вокруг света», «Огонек», «Наше наследие» и других.
Среди последних публикаций особое место занимает книга его сына Владимира о Старом Арбате, которую иллюстрируют около 400 уникальных фотографий А. С. Потресова. Другие издания посвящены фотолетописи Москвы, Пскова, Ленинграда:
- Потресов В. А. Арбат нашего детства : фотографии Александра Потресова (1902—1972). — М.: Московские учебники, 2006. — 272 с. — 3000 экз. — ISBN 5-7228-0126-7.
- Потресов А. С. Обаяние Пскова: Фотоальбом / Сост. В. А. Потресов. — Псков: Псковская областная типография, 2003. — 208 с. — (XX век: Птичка вылетела). — 1000 экз. — ISBN 5-94542-069-7.
- Потресов В. А. Арбат нашего детства : в фотографиях Александра Потресова середины XX века. — 2-е изд. — М.: Пальмир, 2016. — 272 с. — 500 экз.
- Потресов В. А. Москва нашего детства : в фотографиях Александра Потресова середины XX века. — М.: Пальмир, 2016. — 272 с. — (Город нашего детства; 1). — 500 экз. — ISBN 978-5-93811-035-9.
- Потресов В. А. Псков нашего детства : в фотографиях Александра Потресова середины XX века. — М.: Пальмир, 2017. — 264 с. — (Город нашего детства; 2). — 300 экз. — ISBN 978-5-93811-046-5.[4]
- Потресов В. А. Ленинград нашего детства : в фотографиях Александра Потресова середины XX века. Кн. 1. — М.: Пальмир, 2018. — 272 с. — (Город нашего детства; 3/1). — 1000 экз. — ISBN 978-5-93811-054-0.
- Потресов В. А. Подмосковье нашего детства : в фотографиях Александра Потресова середины XX века. Кн. 1. — М.: Пальмир, 2020. — 264 с. — 1000 экз.

## Память
С 15 октября по 15 ноября 2002 года в Мемориальной квартире Андрея Белого на Арбате прошла выставка фоторабот мастера «Гибель Арбата», посвящённая 40-летию строительства Калининского проспекта и 100-летию фотохудожника А.С. Потресова.
В этой экспозиции была представлена лишь небольшая часть фотографий Александра Сергеевича Потресова из репортажа 1960-х годов.